# ハン・ソヒ
ハン・ソヒ（1993年11月18日 - ）は、韓国のモデル、女優。江原特別自治道原州市出身。9atoエンターテインメント所属。

## 経歴
5歳の頃に両親が離婚し、母方の祖母に引き取られる。両親に代わって祖母に育てられたため、「おばあちゃんが私のすべて。私が頑張れる原動力」と語っている。江原特別自治道原州市で小・中学校を卒業後、蔚山女子高等学校に進学。その後、芸術高校に転校。
高校卒業後、ソウルに上京しアルバイトで生計を立てていたが、広告モデルを始めたのをきっかけに事務所に所属し、2016年、SHINeeの「Tell Me What To Do」のMVに出演し芸能界デビューを果たす。
2017年、ドラマ『ひと夏の奇跡 〜Waiting for you』で女優デビュー。『カネの花 〜愛を閉ざした男〜』で主要キャストに抜擢されると、2018年、時代劇『100日の郎君様』では正室キム・ソへ役を演じる。
2019年、ドラマ『アビス』で主人公を裏切る悪女を演じる。2020年には韓国で大ヒットしたドラマ『夫婦の世界』で不倫相手役という憎まれ役を演じ、連日検索サイトに名前が上がるなど注目を集めブレイクを果たす。
2021年、ソン・ガンと共演した恋愛ドラマ『わかっていても』を皮切りに、『マイネーム: 偽りと復讐』など主演作が続く。
2022年5月、スイスの高級腕時計ブランド『オメガ』のグローバルアンバサダーに韓国女優として初めて抜擢された。

## 出演

### ドラマ
- ひと夏の奇跡 〜waiting for you（朝鮮語版）（2017年、SBS） - イ・ソウォン 役
- カネの花 〜愛を閉ざした男〜（朝鮮語版）（2017年、MBC） - ユン・ソウォン 役[12]
- 100日の郎君様（2018年、tvN） - キム・ソヘ 役[13]
- アビス（2019年、tvN） - チャン・ヒジン 役[14]
- 夫婦の世界（2020年、JTBC） - ヨ・ダギョン 役[15]
- わかっていても（2021年、JTBC） - 主演：ユ・ナビ 役[16]
- マイネーム: 偽りと復讐（2021年、Netflix） - 主演：ユン・ジウ 役[17]
- サウンドトラック＃1（2022年、Disney+） - 主演：イ・ウンス役
- 悪女はマリオネット(2022年、Kakaoエンターテインメント)- カエナ皇女
- 京城クリーチャー　シーズン1（2023年、tvN） - 主演：ユン・チェオク 役[18]

- 京城クリーチャー　シーズン2（2024年、tvN） - 主演：ユン・チェオク 役

### 映画
- Heavy Snow(2023年) - 主演：ソル 役

### ミュージックビデオ
- SHINee『Tell Me What To Do』（2016年）
- チョン・ヨンファ『That Girl』（2017年）
- ロイ・キム『僕たち終わりにしよう』（2018年）
- MeloMance『You&I(인사)』（2019年）
- JUNG KOOK『Seven (feat. Latto)』（2023年）

### 広告
- BARREL（2020年）[19]
- EIDER（2020年）with キム・ウビン[20]
- STONEHENgE（2020年）[21]
- ロレアル パリ（2021年）[22]
- JOY GRYSON（2021年）[23]

## 賞とノミネート

### 受賞
- 2017年「2017 MAXIM K-MODEL AWARDS CFモデル賞」
- 2020年「ブランド・オブ・ザ・イヤーアワード2020 ライジングスター賞」（『夫婦の世界』）
- 2020年「第5回アジアアーティストアワード AAA 新人賞」（『夫婦の世界』）[24]
- 2021年「韓流ドラマグランプリ 助演女優賞」（『夫婦の世界』）
- 2021年「韓国ファーストブランドアワード 注目の女優賞」（『夫婦の世界』）

### ノミネート
- 2017年「MBC演技大賞 新人女優賞」（『カネの花～愛を閉ざした男～』）
- 2020年「第56回百想芸術大賞 TV部門新人女優賞」（『夫婦の世界』）[25][26]
- 2021年「APANスターアワード 新人女優賞」（『夫婦の世界』）